# Juninatten (dikt)
Juninatten är en dikt av Nobelpristagaren Harry Martinson. Den ingår i diktsamlingen Cikada som publicerades 1953. Det är en dikt som beskriver en iakttagelse av en sjö vid en stundande natt i juni månad. Diktens innehåll utspelar sig i en konkret, verklig miljö och bjuder inte nödvändigtvis in till tolkningar om underliggande budskap, utan förmedlar endast stillheten i diktens miljö.

## Bakgrund
Harry Martinson var vid tiden för utgivandet en framstående författare. Vid utgivandet av Cikada så hade Martinson utgett 5 diktsamlingar(inklusive Cikada), 6 prosaböcker och 3 romaner. Boken Cikada, som innehöll Juninatten innehöll även sviten Sången om Doris och Mima, som sedan utökades till eposen Aniara som blev ett av Martinsons mest framgångsrika verk.

## Situation
Dikten är i stort sett en renodlad naturbeskrivning. Dikten beskriver en person som berättar om sin upplevelse av en skymning/natt i juni intill en sjö. Den beskriver hur solnedgången sker sent på kvällen och hur solen tidigt stiger morgonen därefter. Stillheten vid en sjö en klar natt beskrivs som harmonisk, när luften börjar bli kylig och sjöns ångor börjar kondenseras ovan den spegelblanka vattenytan.
Dikten är inte skriven i jag-form, utan är skriven ur en allvetande berättares perspektiv. Dock är de målande beskrivningarna troligen baserade på Martinsons egna upplevelser. Utifrån texten kan man som läsare tydligt förstå att dikten utspelar sig i en fullt fysisk och verklig miljö, och med största sannolikhet enbart vid insjön som nämns, och inte i en abstrakt eller drömlik miljö.
Dikten lyfter fram många aspekter som får en att känna igen sig i en typisk svensk juninatt. Ordvalen i dikten gör att man associerar en juninatt med något positivt och harmonisk.
Harry Martinson var föräldralös under den största delen av sin uppväxt. Hans pappa dog när han var 6 år gammal, och året efter emigrerade hans mamma till USA. Han levde största delen av sin ungdom som hemlös, och seglade med på skepp världen över. Detta kan ha fått Martinson att uppskatta det han hade och att inte ta något för givet. 
Harry Martinson gjorde även uttalanden om att han följde buddhismens moraliska och filosofiska regler. Dessa lyder att orsaken till all världens lidande är människan begär. Istället för att eftersträva mer så uppskattade Martinson nuets skönhet. Fokus i dikten ligger beskrivningarna av sjön och natten, vilket kan tolkas som att hans inspiration till dikten uppkom en stillsam kväll vid en sjö. Han beskrivning av gryningen är mer generell, och har troligen inget specifikt ursprung.

## Form
Dikten är uppbyggd av korta rader(3-6 ord), där varje mening är uppdelad på antingen 2 eller 4 rader. Eftersom detta gör att dikten består av flera olika meningar gör det att läsaren saktar ner flera gånger, vilket skapar en bättre förståelse. Dessutom får varje meningsinledande ord en betoning vilket Martinson kan använda för att lägga större vikt vid vissa uttryck.
Författaren använder sig av rim i alla tre stycken. I de första två styckena så rimmar han den sista och den näst sista meningen med varandra(sken-sen, vågor-lågor). I sista stycket har han istället valt att rimma första och sista meningarna med varandra, vilket ger en trevlig variation. Detta gör att läsaren i det avslutande stycket saktar ner på tempot eftersom det är såpass långt emellan rimmen, och den tempoökningen som rim kan ge minskas. Anledningen till att författaren valt att göra så kan bero på att det kan kännas naturligare att sänka tempot innan dikten avslutas.
Användandet av rim ger dikten en behaglig klang och visar på att Martinson har lagt ner arbete och baktanke på sin dikt. Varje stycke i dikten har någon likhet med ett annat stycke. Första och andra stycket genom samma användning av rim. Första och sista stycket är uppbyggda av vardera två kortare meningar medan det mellersta endast innehåller endast en lång mening. Detta gör inledningen och avslutningen lite enklare att läsa, och att man inte får lika stort flyt i mellersta stycket. Mellersta stycket ger även den mest visuella beskrivningen av platsen där dikten utspelar sig.

## Språk och stil
Dikten innehåller som många andra dikter väldigt tunt med beskrivningar och adjektiv används sparsamt, men dikten håller generellt en positiv klang. Språket är vardagligt och det märks att dikten är skriven på 1950-talet med tanke på ordval såsom skymningsbård.
Han använder sig av liknelse och liknar en juninatt med en daggig dag, i meningen: ''Juni natt blir aldrig av, liknar mest en daggig dag''. En juninatt som börjar närma sig småtimmarna blir aldrig riktigt mörk, och vid en sjö så kondenseras vattenångan ovanför vattenytan när det blir kyligt mot kvällen. Detta liknas vid en daggig dag som skulle kunna utspela sig på våren, då det ofta blir mörkt mot kvällen, eller en tidig morgon när daggen stiger från marken. Denna liknelse tyder på gången mot ljusare tider eftersom en natt nu liknas med en dag som inte är på sommaren. Meningen ’’Skymningsbård blir gryningstimme’’ stärker denna tolkning. Att skymningsbården, när solen inte riktigt har gått ner direkt går direkt över i gryningstimmen utan att något annat nämns ske emellan dessa två händelser tyder på att natten inte riktigt äger rum under vissa juninätter. Detta budskap är en röd tråd genom hela dikten, och återkommer i alla tre stycken.

## Tolkning och helhet
Dikten har inget tydligt underliggande budskap, men öppnar för vissa tolkningar. Dikten är en betraktelse över hur vacker och stilla en juninatt kan vara, och en jämförelse mellan vårens/höstens tidiga kvällar och sommaren ljusa nätter. En fråga som Martinson låter läsaren ställa sig själv är: Blir verkligen en juninatt av? Dessa tre meningar kan tolkas som att så är inte fallet.
- "Nu går solen knappast ner, bländar bara av sitt sken."
- "Insjön håller kvällens ljus glidande på vattenspegel eller vacklande på vågor som långt innan de ha mörknat spegla morgonsolens lågor."
- "Juninatt blir aldrig av, liknar mest en daggig dag."

Dessa tre meningar är det som gör att dikten ifrågasätter det man brukar tro på, att natten inte kräver att det är mörkt. Martinson menar här att en juninatt endast är en lugn, mindre ljus och eventuellt daggig dag.